# گراینباخ

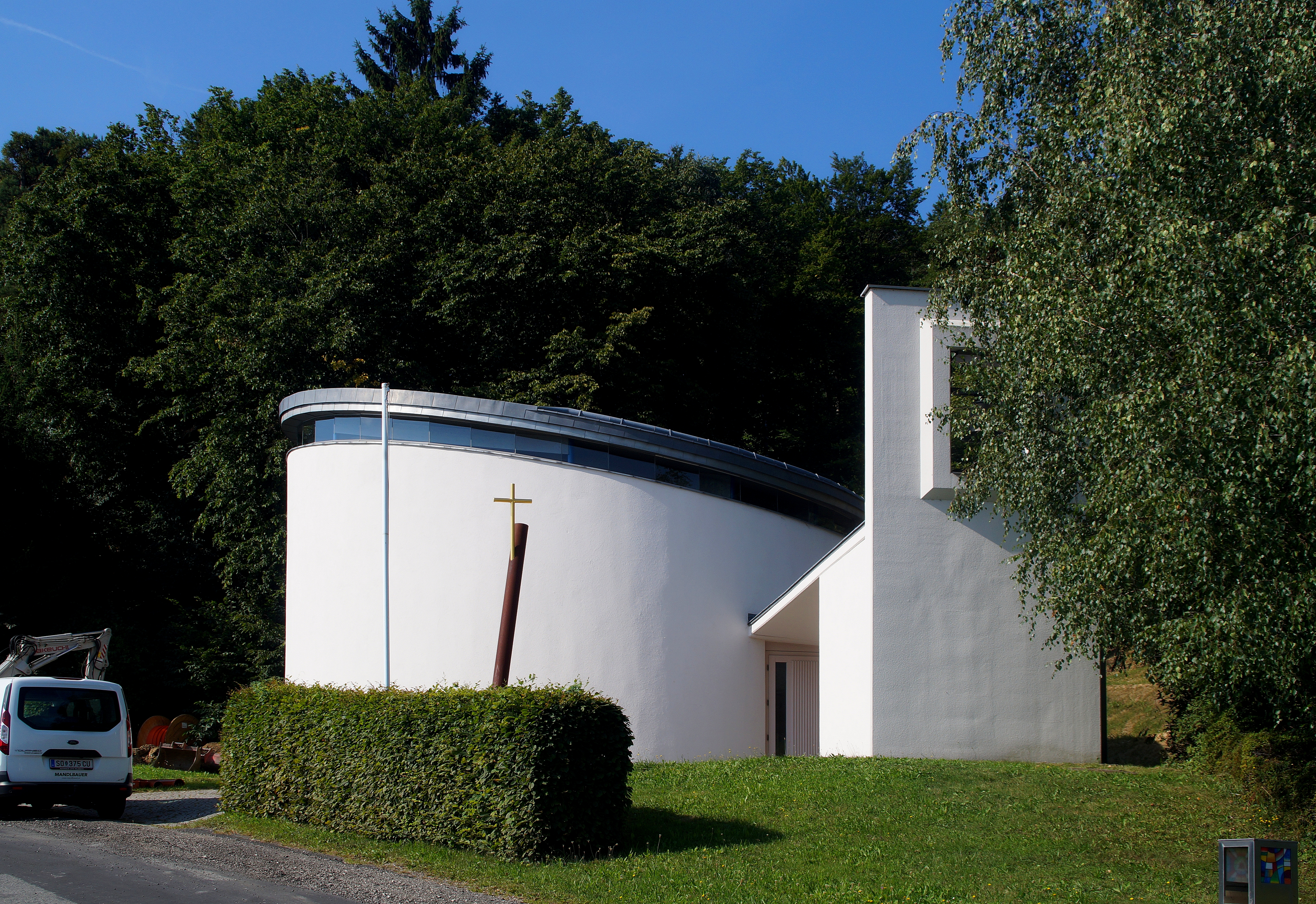
Penzendorf

گراینباخ (به آلمانی: Greinbach) یک منطقهٔ مسکونی در اتریش است که در هارتبرگ فورستنفلد واقع شده‌است. گراینباخ ۲۳٫۳۷ کیلومتر مربع مساحت دارد ۴۲۰ متر بالاتر از سطح دریا واقع شده‌است.